# Pelenike Isaia
Pour les articles homonymes, voir Isaia.
Pelenike Isaia est une femme politique tuvaluane. Députée depuis 2011, elle est ministre de l'Intérieur entre 2011 et 2013. 

## Sources
- (en) Cet article est partiellement ou en totalité issu de l’article de Wikipédia en anglais intitulé « Pelenike Isaia » (voir la liste des auteurs).